# José Raydan
José Raydan est une municipalité brésilienne de l'État du Minas Gerais et la microrégion de Peçanha.